# Rey de los Cuatro Rincones del Mundo

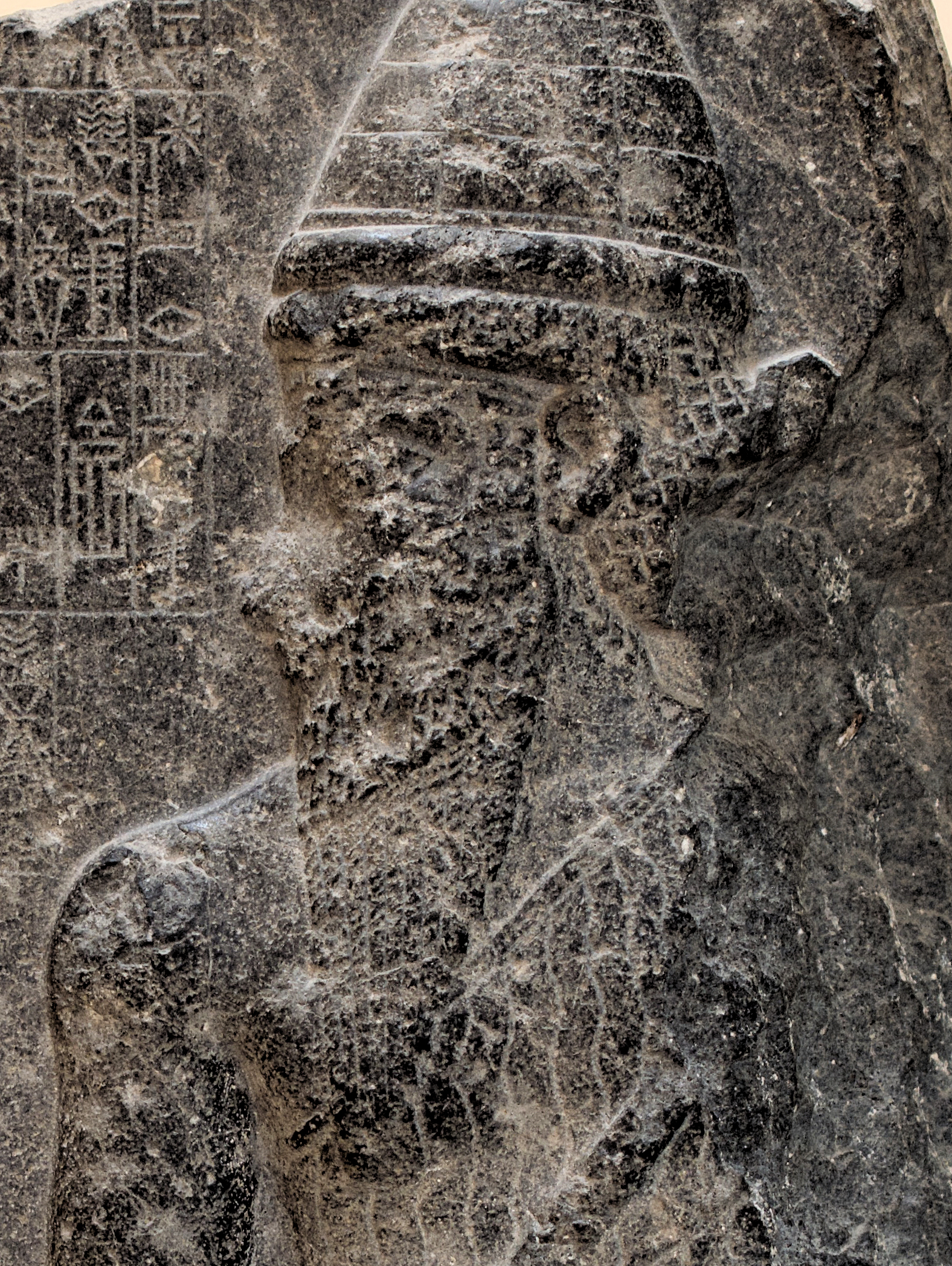
Relieve con el retrato de Naram-Sin de Acad, que reinó entre el 2254 y el 2218 a. C., creó el título de Rey de los Cuatro Rincones del Mundo. Relieve hoy conservado en el Museo Arqueológico de Estambul.

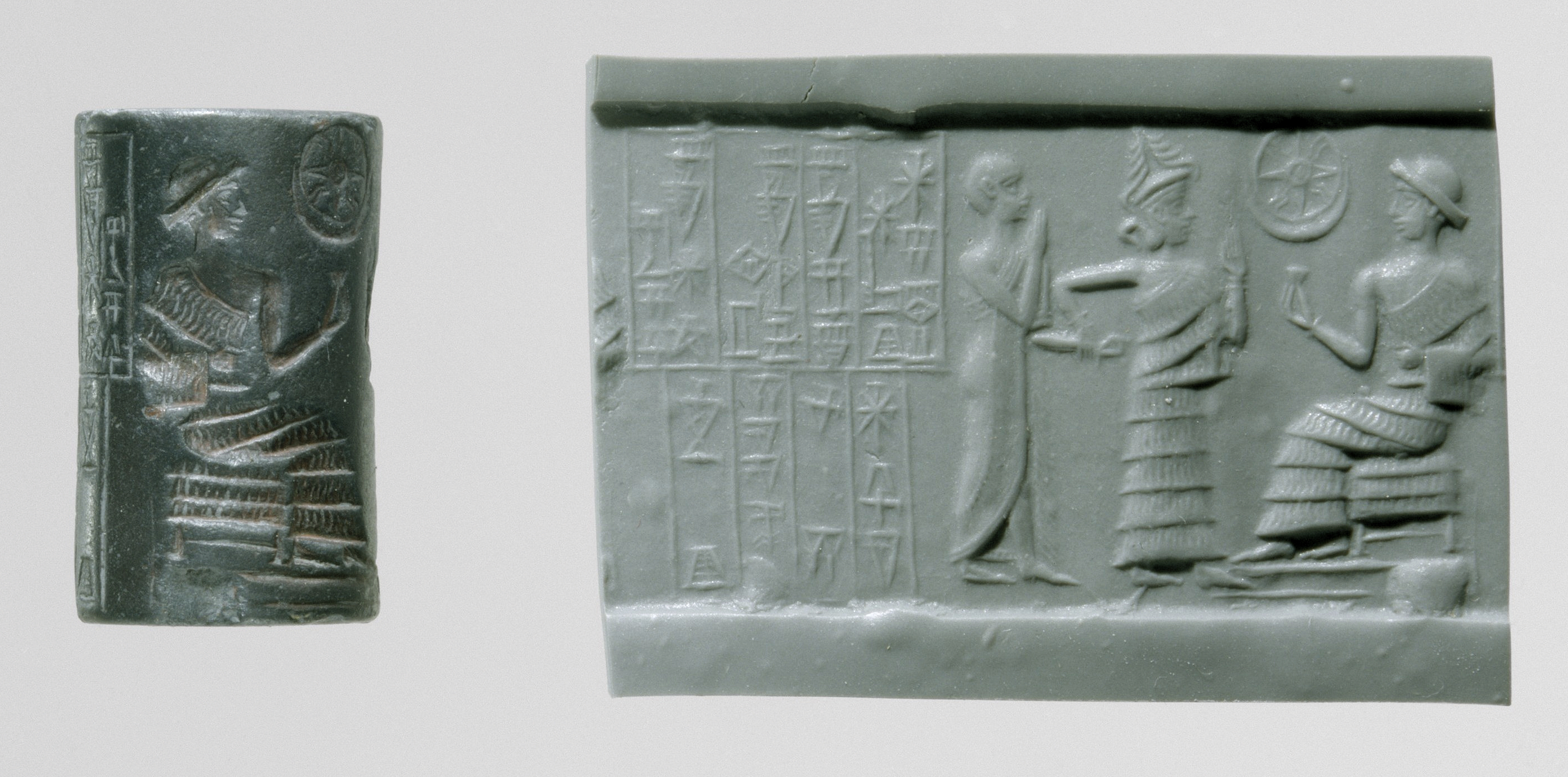
Sello del rey neosumerio Ibbi-Sin en el Museo Metropolitano de Arte. La inscripción reza: "Ibbi-Sin el rey fuerte, rey de Ur, rey de los cuatro puntos cardinales".

Rey de los Cuatro Rincones del Mundo (en sumerio: lugal-an-ub-da-limmu-ba, acadio: lugal-an-ub-da-limmu-ba,en acadio: šarru kibrat arbaim, šar kibrāti arbaʾi, o šar kibrāt erbetti,) traducido alternativamente como Rey de los Cuatro Rincones del Mundo, Rey de las Cuatro Rincones del Cielo o Rey de los Cuatro Rincones del Universo  y a menudo abreviado simplemente como Rey de los Cuatro Rincones,  era un título de gran prestigio reclamado por poderosos monarcas de la antigua Mesopotamia. Aunque el término "cuatro rincones del mundo" se refiere a lugares geográficos específicos dentro y cerca de la propia Mesopotamia, estos lugares (en la época en que se utilizó por primera vez el título) se pensó que representaban lugares cercanos a los bordes reales del mundo y, como tal, el título debe interpretarse como algo equivalente a "Rey de todo el mundo conocido", una pretensión de gobierno universal sobre todo el mundo y todo lo que hay en él.
El título fue utilizado por primera vez por Naram-Sin de Acad del Imperio acadio en el siglo XXIII a. C., y más tarde por los gobernantes del Imperio neosumerio, tras lo cual cayó en desuso. Varios gobernantes asirios resucitaron el título, especialmente durante el Imperio neoasirio. El último gobernante que reclamó el título fue el primer rey aqueménida, Ciro II el Grande, tras la conquista de Babilonia en el 539 a. C.
Es posible, al menos entre los gobernantes asirios, que el título de Rey de los Cuatro Rincones no se heredara por medios normales. Como no hay testimonios del título de todos los reyes neoasirios, y de algunos sólo se tiene constancia al cabo de varios años de reinado, es posible que cada rey tuviera que ganárselo individualmente, posiblemente completando con éxito campañas militares en los cuatro puntos cardinales. El título similar de šar kiššatim ("Rey de Todo" o "Rey del Universo"), también de origen acadio y atestiguado para algunos reyes neoasirios, podría haber requerido siete campañas militares exitosas. Es posible que la diferencia entre el significado exacto de ambos títulos consistiera en que el "Rey del Universo" reivindicaba el reino cosmológico, mientras que el "Rey de los Cuatro Rincones del Mundo" reivindicaba el terrestre.

## Significado de "Los cuatro rincones del mundo"
El término "cuatro rincones del mundo" aparece en varias mitologías y cosmologías antiguas, en las que se corresponde aproximadamente con los cuatro puntos cardinales. En la mayoría de estas representaciones, cuatro ríos principales corren hacia estos cuatro rincones, y su agua riega los cuatro cuadrantes (o cuartos) del mundo. Desde el punto de vista de los acadios mesopotámicos, el término se refería a cuatro regiones en el borde del mundo entonces conocido; Subartu (probablemente correspondiente a la región de Asiria) en el norte, Martu (aproximadamente correspondiente a la moderna Siria) en el oeste, Elam en el este y Sumeria en el sur.El término ""cuatro rincones del mundo"" aparece en varias mitologías y cosmologías antiguas, en las que se corresponde aproximadamente con los cuatro puntos cardinales. En la mayoría de estas representaciones, cuatro ríos principales corren hacia estas cuatro esquinas, y su agua riega los cuatro cuadrantes (o cuartos) del mundo. Desde el punto de vista de los acadios mesopotámicos, el término se refería a cuatro regiones en el borde del mundo entonces conocido; Subartu (probablemente correspondiente a la región de Asiria) en el norte, Martu (aproximadamente correspondiente a la moderna Siria) en el oeste, Elam en el este y Sumer en el sur. Para [Naram-Sin (r. 2254-2218 a. C.), el creador del título, probablemente, en términos geográficos, expresaba su dominio sobre las regiones Elam, Subartu, Amurru y Agadé (que representaban el este, el norte, el oeste y el sur respectivamente).
Así pues, el término abarca una región geográfica algo clara, correspondiente a Mesopotamia y sus alrededores, pero debe entenderse que se refiere a todo el mundo conocido. En la época en que se utilizó el título por primera vez, el 2200 a. C., los mesopotámicos habrían equiparado toda Mesopotamia con el mundo entero; la región era muy productiva, estaba densamente poblada y lindaba por todos lados con tierras aparentemente vacías y deshabitadas. Un título como Rey de los Cuatro Rincones del Mundo debe interpretarse como que su poseedor era el gobernante de la Tierra al completo y de todo lo que hay en ella. El título puede interpretarse como equivalente a llamarse "Rey de todo el mundo conocido". Así, el título es un ejemplo de merismo, que combina conceptos contrastados para referirse a una totalidad (los cuatro rincones están en los bordes del mundo y el título se refiere a ellos y a todo lo que hay entre ellos).

## Historia

### Antecedentes (2900-2334 a.C.)

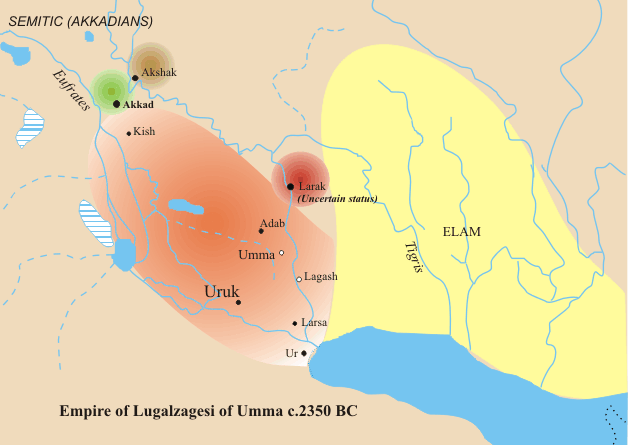
Dominio de Lugalzagesi de Uruk (en naranja) c. 2350 a. C., uno de los primeros reyes que reivindicó el dominio universal.

Durante el Período Dinástico Arcaico en Mesopotamia (c. 2900-2350 a. C.), los gobernantes de las distintas ciudades-estado de la región solían lanzar invasiones en regiones y ciudades alejadas de las suyas, en la mayoría de las ocasiones con consecuencias insignificantes para ellos mismos, con el fin de establecer pequeños imperios temporales para ganar o mantener una posición de superioridad con respecto a las demás ciudades-estado. Esta temprana construcción de imperios fue fomentada, ya que los monarcas más poderosos eran a menudo recompensados con los títulos más prestigiosos, como el título de lugal (literalmente "hombre grande", pero a menudo interpretado como "rey", probablemente con connotaciones militares. La mayoría de estos primeros gobernantes probablemente habían adquirido estos títulos en lugar de heredarlos.
Con el tiempo, este afán por ser más prestigiosa y poderosa que las demás ciudades-estado desembocó en una ambición general de dominio universal. Puesto que se consideraba que Mesopotamia correspondía al mundo entero y las ciudades sumerias se habían construido a lo largo y ancho (ciudades como Susa, Mari y Assur estaban situadas cerca de los rincones percibidos del mundo) parecía posible alcanzar los confines del mundo (en esta época se pensaba que eran el mar inferior, el golfo Pérsico, y el mar superior, el Mediterráneo).
Los gobernantes que intentaron alcanzar una posición de gobierno universal se hicieron más comunes durante el período Dinástico IIIb Temprano (c. 2450-2350 a. C.) durante el cual se atestiguan dos ejemplos prominentes. El primero, Lugal-Ane-Mundu de Adab, rey de Adab, según la Lista de reyes sumerios (aunque se trata de una inscripción muy posterior, por lo que el extenso gobierno de Lugal-Ane-Mundu resulta algo dudoso), creó un gran imperio que abarcaba toda Mesopotamia, desde la actual Siria hasta Irán, y afirmó que "subyugó los Cuatro Rincones". El segundo, Lugalzagesi, rey de Uruk, conquistó la totalidad de Mesopotamia inferior y afirmó (a pesar de no ser así) que sus dominios se extendían desde el mar superior hasta el inferior. Lugalzaggesi fue originalmente titulado simplemente como "Rey de Uruk" y adoptó el título de "Rey de la Tierra" (sumerio: lugal-kalam-ma ) para reivindicar un dominio universal. Este título también había sido empleado por algunos reyes sumerios anteriores que reclamaban el control sobre toda Sumeria, como Enshakushana de Uruk.

### Reyes sumerios de los Cuatro Rincones (2334-2004 a.C.)

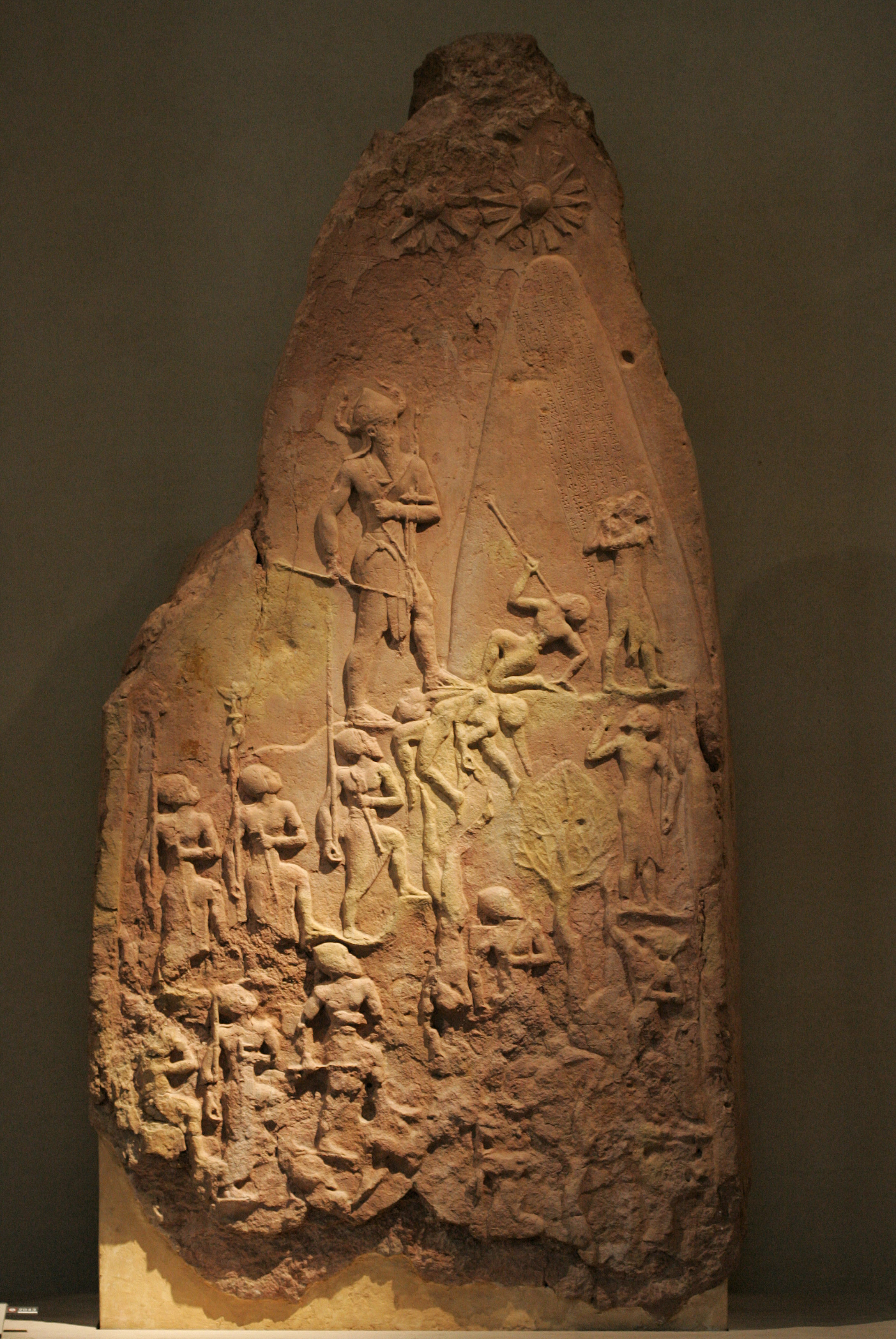
Estela de la victoria de Naram-Sin de Acad, el primer rey en reclamar el título de Rey de los Cuatro Rincones, representa al rey con un casco con cuernos (que simboliza la divinidad) y dos veces más grande que sus soldados, de pie sobre una montaña que alcanza los cielos. La estela se conserva hoy en el Museo del Louvre.

Sargón, rey de Acad, unificó la Baja y la Alta Mesopotamia, creando el primer verdadero imperio mesopotámico. Aunque Sargón usaba más comúnmente el título de "Rey de Acad" (šar māt Akkadi,) también introdujo el título más jactancioso de šar kiššatim ("Rey de Todo" o "Rey del Universo"), usado prominentemente por sus sucesores. El título de "Rey de los Cuatro Rincones del Mundo" se atestigua que fue utilizado por primera vez por el rey acadio Naram-Sin, nieto de Sargón de Acad y cuarto gobernante del Imperio acadio. Naram-Sin también se proclamó a sí mismo como un dios viviente (el primer rey mesopotámico en hacerlo), convirtiendo su capital de Agadé no solo en el centro político sino también religioso del imperio. Es posible que Naram-Sin se inspirara para reclamar el título tras su conquista de la ciudad Ebla, en la que las divisiones cuatripartitas del mundo y el universo eran partes destacadas de la ideología y las creencias de la ciudad.
El título de Rey de los Cuatro Rincones sugiere que Naram-Sin se veía a sí mismo no sólo como un gobernante mesopotámico, sino como un gobernante universal que casualmente se ajustaba a las tradiciones reales mesopotámicas habituales, el monarca de un nuevo imperio que no solo incorporaba las ciudades-estado de Mesopotamia, sino también las tierras de más allá. En particular, el arte realizado durante el periodo comienza a incorporar objetos hasta entonces inéditos, como plantas y animales de las tierras altas y montañas, que antes se consideraban objetos muy extraños. Su creciente aparición en el arte sugiere que se consideraba que pertenecían al imperio de Acad tanto como todo lo demás. Es posible que "šar kiššatim" se refiriera a la autoridad para gobernar el reino cosmológico, mientras que "Rey de los Cuatro Rincones" se refería a la autoridad para gobernar el terrestre. En cualquier caso, la implicación de estos títulos era que el rey mesopotámico era el rey de todo el mundo.
El título no parece haber sido utilizado por ninguno de los sucesores directos de Naram-Sin del Imperio acadio, que comenzó a derrumbarse durante el reinado del hijo de Naram-Sin, Sharkalisharri. En torno al año 2100 a. C., los gutianos atacaron el imperio acadio y suplantaron a la dinastía sargónica, destruyendo la ciudad de Acad y estableciendo su propio imperio. En 2112 a. C., los gutianos habían sido expulsados y la ciudad de Ur se había convertido en el centro de una nueva civilización sumeria, denominada Tercera Dinastía de Ur o Imperio neosumerio. Los gobernantes de este imperio emularon a los anteriores monarcas de Acad, refiriéndose a sí mismos como "Reyes de Sumeria y Acad" y todos ellos -con la excepción del fundador de la dinastía, Ur-Nammu- utilizaron el título de "Rey de los Cuatro Rincones del Mundo". Algunas fuentes antiguas confieren el título a Ur-Nammu también, refiriéndose a él como "Rey en el Cielo y los Cuatro Rincones del Mundo", pero estas inscripciones datan de siglos después de su reinado.

### Reyes asirios de los Cuatro Rincones (1366-627 a.C.)

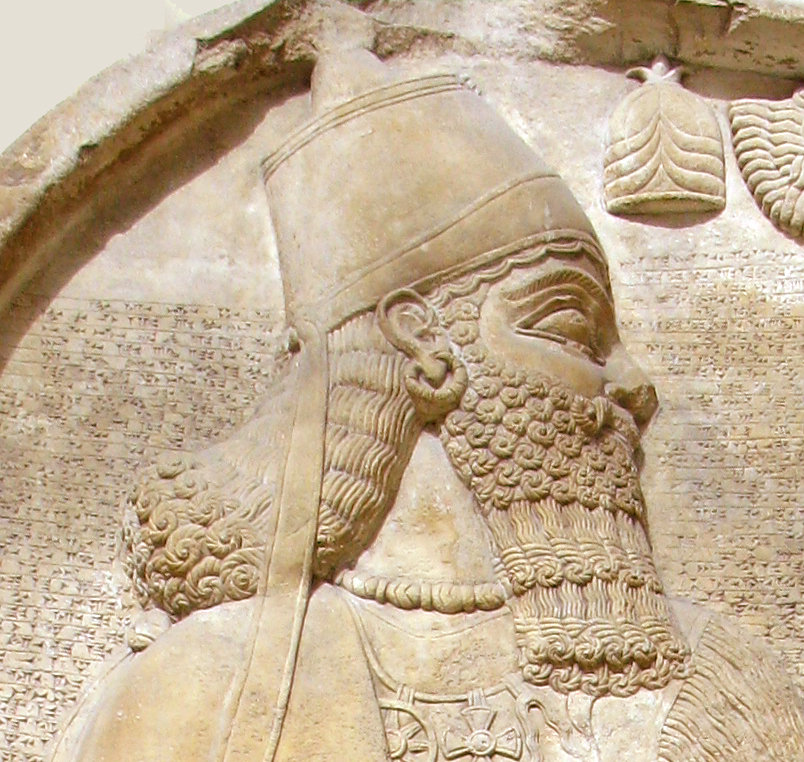
Asurnasirpal II del Imperio neoasirio era llamado Rey de la Totalidad de los Cuatro Rincones incluyendo a todos sus gobernantes. Relieve hoy conservado en el Museo Británico.

Con el colapso del Imperio neosumerio hacia 2004 a. C., el título volvió a caer en desuso. A excepción del rey del Imperio paleobabilónico Hammurabi, que afirmó ser "el rey que hizo obedientes a los cuatro puntos cardinales de la Tierra" en 1776 a. C, el título no fue utilizado hasta ocasionalmente por los reyes asirios del Imperio Asirio Medio, a menudo como "Rey de Todos los Cuatro Rincones del Mundo" (šar kullat kibrāt erbetti.)
El primer rey del Imperio neoasirio, Adad-nirari II (r. 911-891 a. C.), utilizó el título de "Rey de los Cuatro Rincones". El concepto de un rey que gobernara los cuatro puntos cardinales estaba bien asentado en el reinado del segundo rey del Imperio neoasirio, Tukultininurta II (r. 891-884 a. C.), que afirmaba haber sido «aquel cuyo nombre honrado ha pronunciado para siempre por los cuatro rincones» (ana mu urut kibrāt erbetti ana dāriš išquru) y «gobernador de los cuatro rincones» (muma'er kibrāt erbetti). En Asiria, se hacía referencia a la deidad Assur como "[aquel] que hace que la realeza del rey supere a los reyes de los cuatro cuadrantes" (mušarbû šarrūtija eli šarrāni ša kibrāt erbetti).
El hijo y sucesor de Tukulti-Ninurta II, Asurnasirpal II (r. 883-859 a. C.) aparece mencionado dos veces en diferentes inscripciones como "Rey de la Totalidad de las Cuatro Esquinas, incluidos todos sus gobernantes" (šar kiššat kibrāte ša napḫar malkī kalîšunu). El título también está atestiguado para su hijo y sucesor, Salmanasar III (r. 859-824 a. C.) y es el único título aplicado a este rey por sus sucesores.

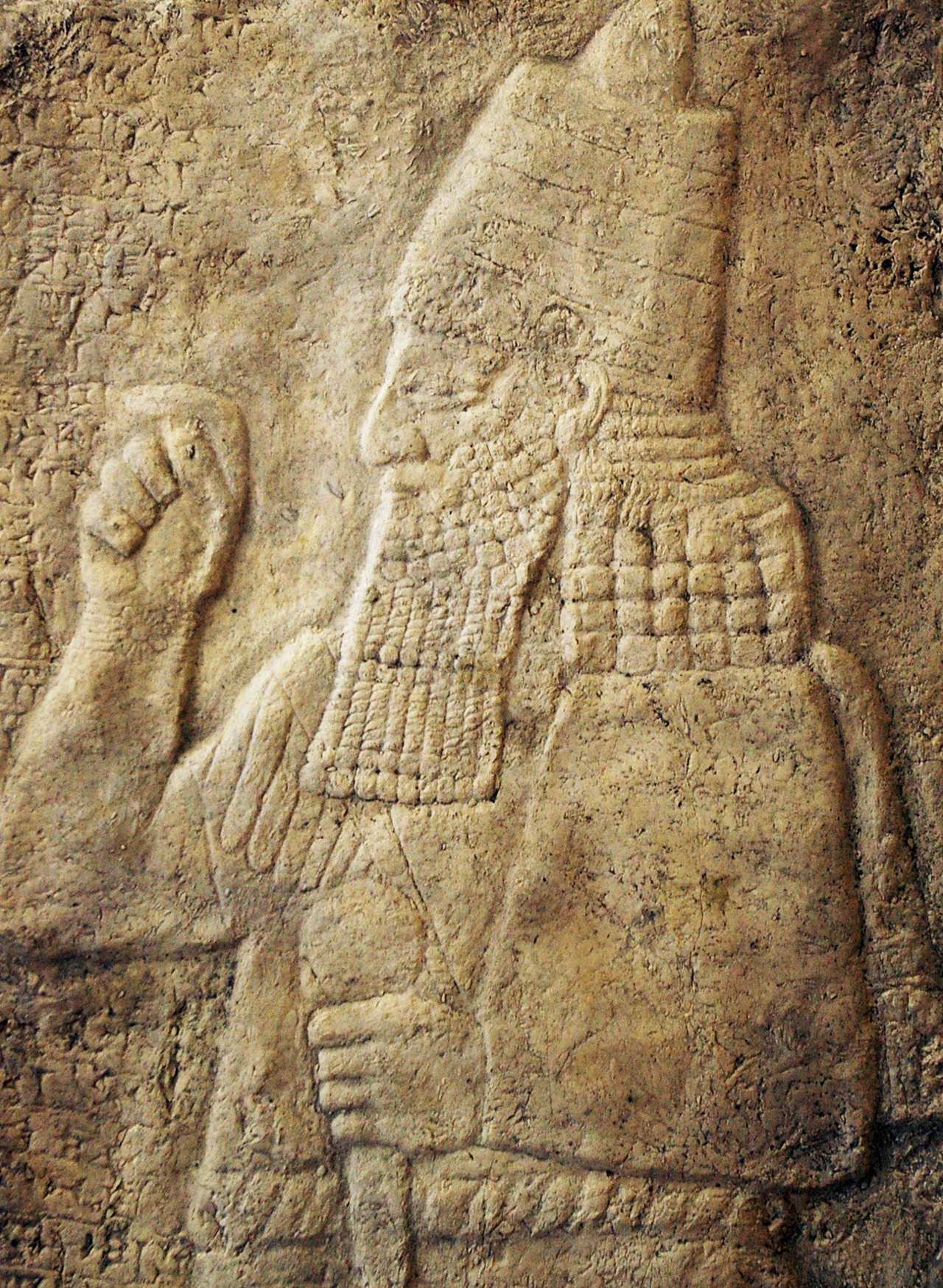
Senaquerib del Imperio neoasirio sólo pudo reclamar el título a los cinco años de su reinado, después de haber completado campañas militares en las cuatro direcciones de la brújula. Relieve descubierto originalmente cerca del monte Judi.

La estela de Citio, una gran estela de basalto descubierta en Chipre y el artefacto asirio antiguo más occidental conocido, identifica al rey Sargón II, (r. 722-705 a. C.) con muchos títulos, entre ellos "Rey del Universo", "Rey de Asiria", "Rey de Sumeria y Acad", "Gobernador de Babilonia" y "Rey de los Cuatro Rincones del Mundo". El hijo y heredero de Sargón II Senaquerib (r. 705-681 a. C.) no heredó inmediatamente el título, refiriéndose a sí mismo simplemente como el "rey sin rival" al principio de su reinado. Senaquerib llevó a cabo varias campañas militares durante su reinado, tras las cuales añadía títulos a su titulario de forma rutinaria. Después de su tercera campaña añadió "rey del mundo" y tras las conquistas en el mar Mediterráneo y el golfo Pérsico en 694 a. C. añadió el título de "Rey desde el Mar Superior del Sol Poniente hasta el Mar Inferior del Sol Naciente". Sólo después de que Senaquerib llevara a cabo campañas al sur, este, oeste y norte durante su quinta campaña, sustituyó el título de "rey sin rival" por el de "Rey de los Cuatro Rincones del Mundo". El hijo y heredero de Senaquerib, Asarhaddón (r. 681-669 a. C.) también utilizó el título de "Rey de los Cuatro Rincones del Mundo" junto con el de "Rey del Universo".
A diferencia de la aparente herencia dinástica del título durante el Imperio neosumerio, es posible que el título de Rey de los Cuatro Rincones tuviera que ganárselo cada rey asirio individualmente, explicando así por qué el título no está atestiguado para todos los reyes neoasirios y por qué Senaquerib lo utilizó por primera vez varios años después de su reinado. La historiadora británica Stephanie Dalley, especializada en el Antiguo Oriente Próximo, propuso en 1998 que el título podría haberse ganado si el rey había realizado con éxito campañas en los cuatro puntos cardinales. Dalley también propuso que el título similar de "Rey del Universo", con un significado prácticamente idéntico, se habría ganado a través de siete (que habrían estado conectadas a la totalidad a los ojos de los asirios) campañas exitosas. Por tanto, el rey no habría podido reclamar ninguno de los dos títulos antes de las campañas militares requeridas. Los periodos en los que no se utilizó el título, como el intervalo de ~80 años entre Salmanasar III y Tiglatpileser III, probablemente reflejan periodos en los que la actividad militar del país y de sus reyes decayó.

### Ciro II el Grande (539 a.C.)
Tras la caída del Imperio neoasirio en el 609 a. C., la principal potencia de Mesopotamia fue el Imperio neobabilónico. Su fundador , Nabopolasar, deseaba asociarse con los anteriores gobernantes asirios para establecer una continuidad y asumió muchos de los mismos títulos como šarru dannu ("rey poderoso") y el mucho más antiguo sumerio "Rey de Sumeria y Acad" (que había sido utilizado también por los gobernantes neoasirios), pero no parece haber asumido el título de Rey de los Cuatro Rincones. A diferencia de las anteriores dinastías gobernantes de Mesopotamia, los neobabilonios solían emplear un solo título real en cada ocasión. Solo en raras ocasiones se han encontrado ejemplos del período neobabilónico con más de un título real en uso, lo que podría explicar la ausencia de "Rey de los Cuatro Rincones...", ya que se trataba de un título de prestigio adicional más que de un título real principal. Los sucesores de Nabopolasar abandonaron la mayoría de los antiguos títulos asirios, abandonando incluso el de "rey poderoso" utilizado por Nabopolasar. El único rey neobabilonio que asumió el título de "rey de los cuatro rincones" fue Nabonido, que en otros aspectos también intentó emular a los reyes asirios.
El Imperio neobabilónico terminó con la conquista de Babilonia por el rey persa Ciro II el Grande, fundador del Imperio aqueménida, en el año 539 a. C. El Cilindro de Ciro es un antiguo cilindro de arcilla escrito en escritura cuneiforme acadia en nombre de Ciro, hecho para ser utilizado como depósito de cimientos y enterrado en las murallas de Babilonia. En el texto del cilindro, Ciro asume varios títulos tradicionales mesopotámicos, entre ellos los de "Rey de Babilonia", "Rey de Sumeria y Acad" y "Rey de los Cuatro Rincones del Mundo".
El título no se utilizó después del reinado de Ciro, pero sus sucesores sí adoptaron títulos similares. El popular título regio "Rey de Reyes", utilizado por los monarcas de Irán hasta la Edad Moderna, fue originalmente un título introducido por el asirio Tukulti-Ninurta I en el siglo XIII a. C. (traducido como šar šarrāni en acadio). El título de "Rey de las Tierras", también utilizado por los monarcas asirios desde al menos Salmanasar III, también fue adoptado por Ciro el Grande y sus sucesores. Títulos como "Rey de Reyes" y "Gran Rey" (šarru rabu), antiguos títulos con la connotación de ostentar el poder supremo en las tierras que rodeaban Babilonia, se mantendrían en uso hasta la dinastía Sasánida en la Persia de los siglos III al VII.

## Ejemplos de gobernantes que utilizaron el título

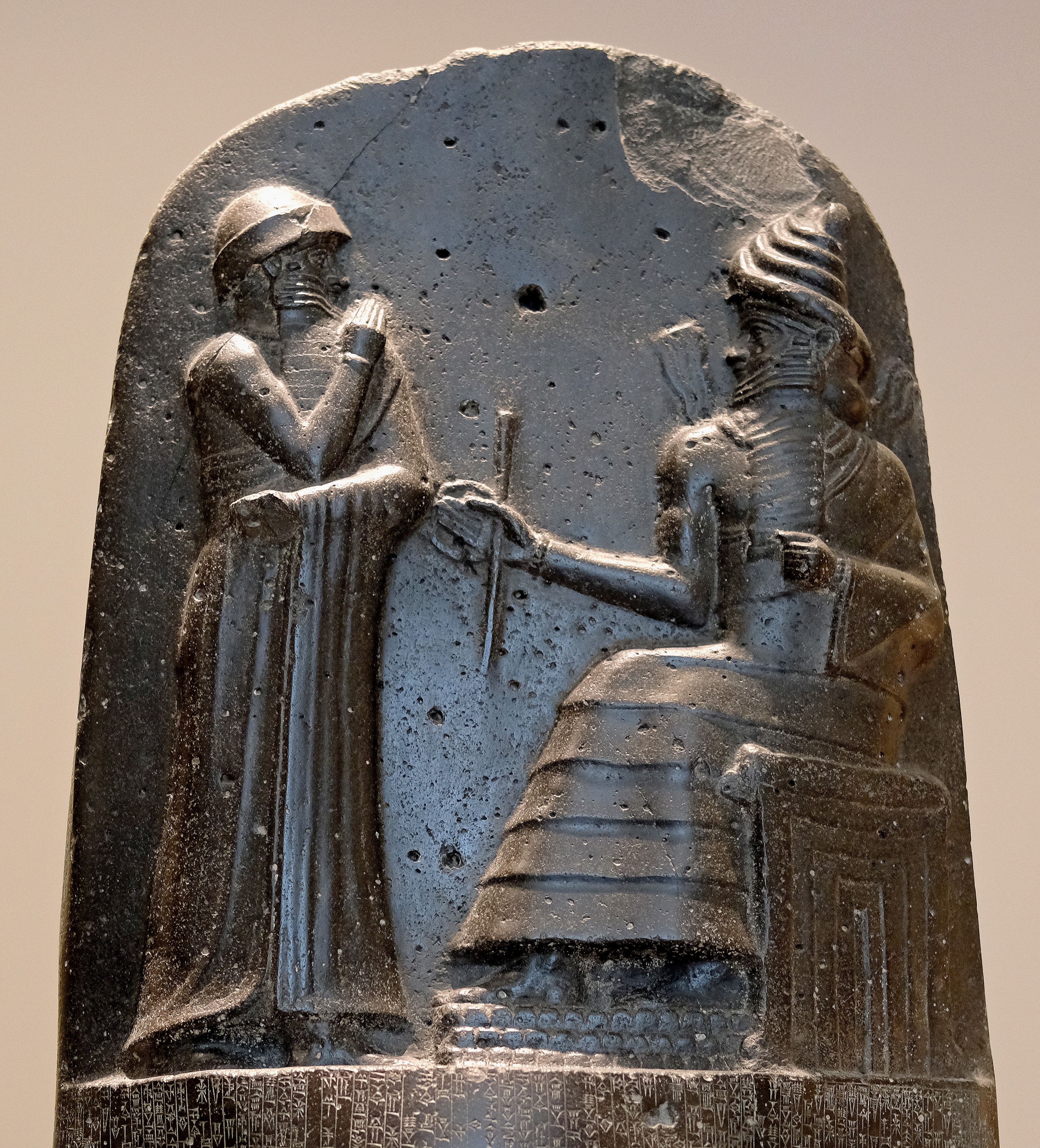
Hammurabi (de pie), un rey babilonio que afirmaba ser el rey que hizo obedientes a los cuatro puntos cardinales de la Tierra. Esta representación es la parte superior del Código de Hammurabi, hoy conservado en el Museo del Louvre.

Reyes de los Cuatro Rincones del Imperio acadio:
- Naram-Sin (r. 2254–2218 a. C.)[5]

Reyes de los Cuatro Rincones de la dinastía guti de Sumeria:
- Erradupizir[42]

Reyes de los Cuatro Rincones de la Tercera dinastía de Ur:
- Utu-hengal[43]
- Shulgi (r. 2094-2047 a. C.)[6][22]
- Amar-Sin (r. 2046-2038 a. C.)[6][22]
- Shu-Sin (r. 2037-2029 a. C.)[6][22]
- Ibbi-Sin (r. 2028-2004 a. C.)[6][22]

Reyes de los Cuatro Rincones de Babilonia:
- Hammurabi (r. 1810-1750 a. C.) - conocido como el "rey que hizo obedientes a los cuatro puntos cardinales" en 1776 a. C.[24]
- Marduk-nadin-ahhe (r. 1099-1082 a. C.)[44]
- Marduk-shapik-zeri (r. 1082-1069 a. C.)[44]

Reyes de los Cuatro Rincones del Imperio Asirio Medio:
- Tukultininurta I (r. 1233-1197 a. C.)[31]}
- Tiglatpileser I (r. 1114-1076 a. C.)[26]
- Ashur-bel-kala]] (r. 1074-1056 a. C.)[26]

Reyes de los Cuatro Rincones del Imperio neoasirio:
- Adad-nirari II (r. 911-891 a. C.)[26]}
- Tukultininurta II (r. 891-884 a. C.)[4]
- Asurnasirpal II (r. 883-859 a. C.)[4]
- Salmanasar III (r. 859-824 a. C.)[4]
- Shamshiadad V (r. 824-811 a. C.)[45]
- Tiglatpileser III (r. 745-727 a. C.)[31]
- Salmanasar V (r. 727-722 a. C.)[46]
- Sargón II (r. 722-705 a. C.)[28]
- Senaquerib (r. 705-681 a. C.) - reclamó el título desde 697 a. C.[29]
- Asarhaddón (r. 681-669 a. C.)[3]
- Asurbanipal (r. 669-631 a. C.)[47]
- Shamash-shum-ukin (rey neoasirio de Babilonia, r. 667-648 a. C.)[48]
- Assur-etil-ilani (r. 631-627 a. C.)[48]

Reyes de los Cuatro Rincones del Imperio neobabilónico:
- Nabonido (r. 556-539 a. C.)[33]

Reyes de los Cuatro Rincones del Imperio aqueménida:
- Ciro II el Grande (r. 559-530a. C.) - reclamó el título en 539 a. C.